# SpaceX Crew-2
SpaceX Crew-2 — другий робочий пілотований політ космічного корабля Dragon 2 до МКС. А також другий запуск капсули «Endeavour» (укр. Старання), що перередньо літала із SpaceX DM-2. Політ почався 23 квітня 2021 року.
Стикування з МКС відбулося 24 квітня 2021 в 09:08 UTC. Екіпаж більшість часу провів у складі експедиції МКС-65. Повернення на Землю відбулося 9 листопада 2021 року.

## Склад екіпажу
| Посада          | Командир корабля                      | Пілот                                    | Спеціаліст 1                      | Спеціаліст 2                 |
| Основна команда | Роберт Шейн Кімбро НАСА, третій політ | Кетрін Меган Макартур НАСА, другий політ | Акіхіко Хосіде JAXA, третій політ | Тома Песке ЄКА, другий політ |
| Запасна команда |                                       |                                          | Сатосі Фурукава JAXA              | Матіас Маурер ЄКА            |